# Kế hoạch kiểm thử
Kế hoạch kiểm thử (tiếng Anh: test plan) là một tài liệu mô tả chi tiết các mục tiêu, thị trường đích, nhóm beta nội bộ, và các quy trình cho một thử nghiệm beta cụ thể cho một sản phẩm phần mềm hay phần cứng. Thông thường kế hoạch này chứa đựng hiểu biết chi tiết về luồng làm việc sẽ xảy ra.